# Victoria Principal
Victoria Ree „Vicki” Principal (ur. 3 stycznia 1950 w Fukuoce, w Japonii) – amerykańska aktorka telewizyjna i filmowa, modelka.

## Życiorys

### Wczesne lata
Urodziła się w Fukuoce, w Japonii jako starsza córka Berthy Ree (z domu Veal) Principal (1924–2009) i Victora Rocco Principala (1918–2001), sierżanta United States Air Force. Jej matka była pochodzenia angielskiego, a jej ojciec urodził się w New Jersey jako syn Włochów. Ze względu na charakter pracy ojca, rodzina zamieszkiwała w Londynie, na Florydzie, Portoryko, w stanie Massachusetts i w stanie Georgia. Wychowywała się z młodszą siostrą Kim. Uczęszczała do siedemnastu szkół. W wieku pięciu lat wystąpiła w reklamie. Uczyła się w londyńskiej Royal Ballet School. W 1968 ukończyła South Dade Senior High School w Homestead. Studiowała medycynę w Miami–Dade Community College w Miami. Dorabiała jako modelka i zdobyła tytuł Miss Miami 1969, zanim na miesiące przed ukończeniem pierwszego roku studiów, została poważnie ranna w wypadku samochodowym podczas jazdy do domu z biblioteki. Drugi kierowca został skazany za jazdę pod wpływem alkoholu i odbył karę pozbawienia wolności. Spędziła miesiące na rehabilitacji i stanęła przed perspektywą ponownego podjęcia pierwszego roku studiów. Poważne obrażenia w wypadku samochodowym sprawiły, że skupiła się na aktorstwie.

### Kariera
Przeprowadziła się do Nowego Jorku, gdzie podjęła pracę jako modelka i aktorka. Po zakończonej pracy na wybiegach w Europie. Studiowała prywatnie u Jean Scott, profesorki Royal Academy of Dramatic Art w Londynie, a w 1971 przeprowadziła się do Los Angeles.
Po raz pierwszy wystąpiła na kinowym ekranie w roli meksykańskiej kelnerki Marii Eleny w komediowym westernie Johna Hustona Sędzia z Teksasu (The Life and Times of Judge Roy Bean, 1972) z Paulem Newmanem, Avą Gardner, Anthonym Perkinsem, Stacym Keachem i Jacqueline Bisset, za którą otrzymała nominację do nagrody Złotego Globu jako obiecująca nowa aktorka. We wrześniu 1973 jej roznegliżowane zdjęcia trafiły do miesięcznika dla panów „Playboy”. Niedługo potem zagrała w komediodramacie Naga małpa (The Naked Ape, 1973) i dreszczowcu Marka Robsona Trzęsienie ziemi (Earthquake, 1974) u boku Charltona Hestona, Waltera Matthau, Geneviève Bujold i Avy Gardner.
Dwa lata później, rozczarowana swoją karierą, porzuciła aktorstwo i przez następne lata pracowała jako agentka. Kapitał zaplanowała wykorzystać na uczelnię prawniczą, a później zajęła się produkcją wykonawczą.
Powróciła na duży ekran w dramacie sensacyjnym Siła Vigilante (Vigilante Force, 1976) z Krisem Kristoffersonem, Janem-Michaelem Vincentem, Davidem Doyle i Andrew Stevensem. Sławę międzynarodową zawdzięcza nominowanej do nagrody Złotego Globu kreacji Pameli Barnes Ewing, żony Bobby’ego (Patrick Duffy) w operze mydlanej CBS Dallas (1978-1987). W serialu NBC Najwięksi bohaterowie biblijni (Greatest Heroes of the Bible, 1978) wystąpiła w roli królowej Estery. W 1981 wspólnie z Andy Gibbem z zespołu Bee Gees zaśpiewała w duecie piosenkę pt. „All I Have To Do Is Dream”. Gościnnie występowała w serialach: Hawaii Five-O (1979) jako Dolores Kent Sandover, Pan Złota Rączka (1994) jako Les Thompson i Ja się zastrzelę (1999) jako Roberta. Dzięki niezrównanemu połączeniu talentu i wytrwałości Principal przekształciła się w Królową Filmów Realizowanych dla Telewizji, znacznie wyprzedzając takie konkurentki, jak Cheryl Ladd i Jane Seymour.
W 1990 zadebiutowała na scenie w sztuce Listy miłosne (Love Letters). Użyczyła swojego głosu doktor Amandzie Rebecca w animowanym serialu Fox Głowa rodziny (Family Guy, 1999, 2000). W serialu NBC Wybrańcy fortuny (Titans, 2000-2001) pojawiła się jako Gwen Williams.

## Życie prywatne
Spotykała się z Maxem Baerem Jr., Anthonym Perkinsem, Andym Gibbem, Stevenem Spielbergiem, Frankiem Sinatrą, Bernie Cornfeldem, Desi Arnazem Jr., Maharadżą Palitany (w stanie Gudżarat, Indie) i piłkarzem Lance Rentzelem.
Była dwukrotnie mężatką: z Christopherem Skinnerem (1978–1980) i chirurgiem plastycznym dr Harry Glassmanem (od 22 czerwca 1985, separacja 25 marca 2006, do 27 grudnia 2006).